# Jorge Chávez Segura
Jorge Chávez Segura (n. Quevedo, Los Ríos, Ecuador; 29 de julio de 1984) es un futbolista ecuatoriano juega de delantero y su actual equipo es Atlético Santo Domingo de la Serie B de Ecuador .

## Clubes
| Club                    | País    | Año             |
| ----------------------- | ------- | --------------- |
| Talleres                | Ecuador | 2004            |
| Deportivo Santo Domingo | Ecuador | 2005            |
| Águilas                 | Ecuador | 2007 - 2012     |
| Delfín SC               | Ecuador | 2013            |
| Águilas                 | Ecuador | 2014 - 2015     |
| Atlético Santo Domingo  | Ecuador | 2016 - presente |